# Balancine (aéronautique)
Pour l’article homonyme, voir Balancine.
 (juin 2021).
Si vous disposez d'ouvrages ou d'articles de référence ou si vous connaissez des sites web de qualité traitant du thème abordé ici, merci de compléter l'article en donnant les références utiles à sa vérifiabilité et en les liant à la section « Notes et références ».
La balancine, en langage aéronautique, est un dispositif d'atterrissage léger monté sous l'aile d'un aéronef et complétant le train d'atterrissage principal.

## Description
En langage aéronautique, les balancines sont des jambes de train d'atterrissage légères munies de roues de petit diamètre, montées en bout d'ailes, ou à mi envergure, sur des appareils dont le train d'atterrissage principal est « monotrace » (deux roues, ou groupes, de roues montées l'une derrière l'autre sous le fuselage, dans son axe, à la façon d'une moto). Le train central « monotrace », suspendu par de puissants vérins hydropneumatiques, encaisse les efforts principaux (poids de l'avion et contraintes verticales à l'atterrissage). 
Le nom balancine est emprunté au vocabulaire maritime ou il désigne un cordage servait à apiquer (relever) un espar, comme une bôme ou un tangon. En aéronautique il s'agit d'un composant des trains d’atterrissage monotrace. Avec ce type de train, le pilote peut conserver une assiette latérale correcte lors de l'atterrissage tant que les gouvernes contrôlant le roulis peuvent agir, c'est-à-dire à grande vitesse. Inévitablement, quand l'appareil ralentit, une aile finit par s'abaisser vers le sol. Pour les planeurs, aux vitesses d'atterrissages faibles , qui se posent  sur des terrains herbeux,  le problème est négligeable, mais pour des appareils militaires à réaction (intercepteurs, chasseurs bombardiers etc.) il est indispensable de stabiliser l'avion en fin de course avec des jambes de train et de petites roues rétractables situées au bout des ailes.

## Exemples d'appareils équipés de balancines

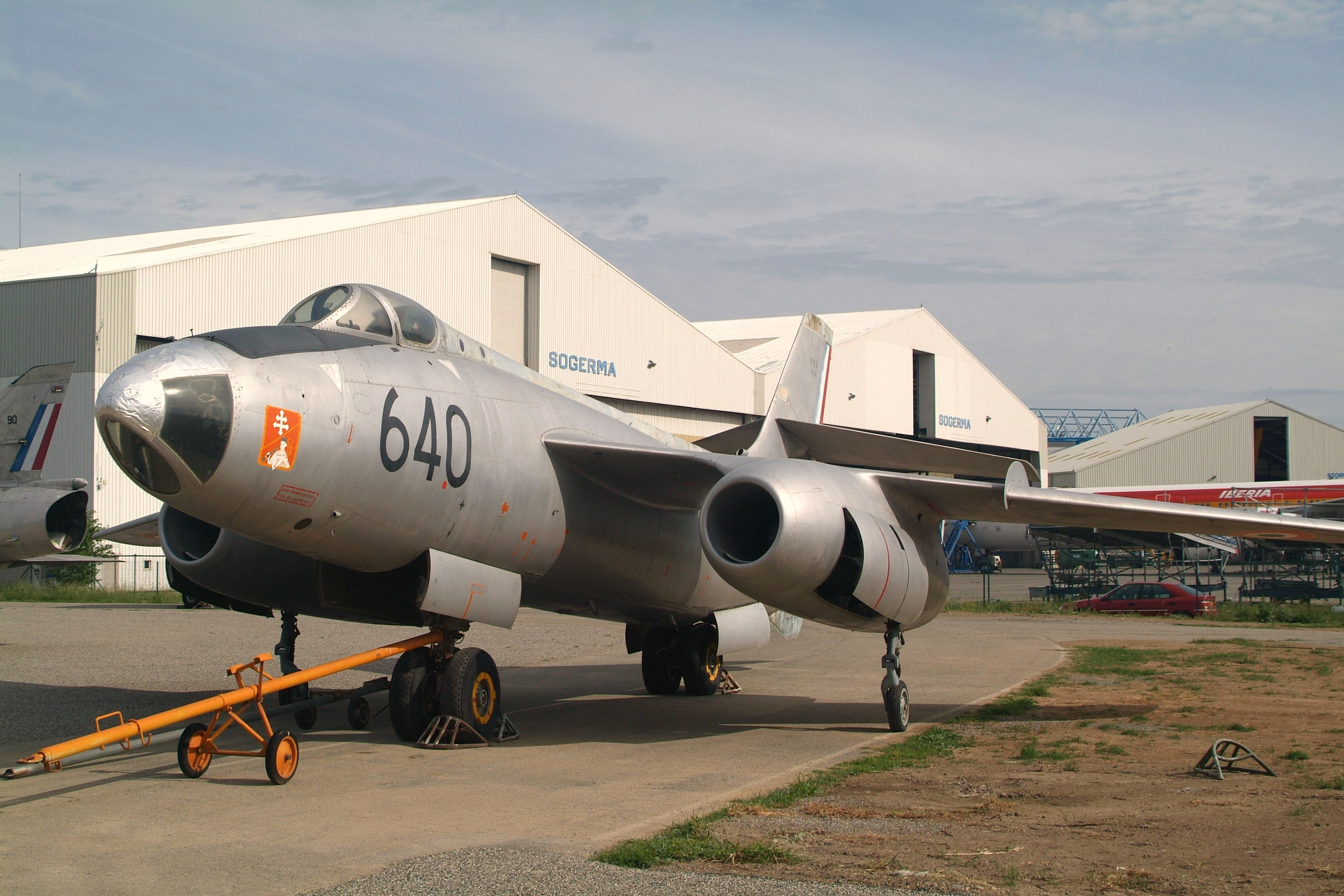
640 Sud-Est 4050 Vautour IIB

L'un des tout premiers avions monoplan de configuration moderne , le REP 1 du au pionnier Robert Esnault Pelterie (exposé au musée des arts et métiers à Paris), datant de 1906, était équipé d'un train d'atterrissage monotrace et stabilisé par deux roues de vélo en bout d'ailes, des balancines avant la lettre.
Chasseur embarqué ADAV Hawker Harrier (Grande Bretagne), SNCASO Vautour  (France, années 50) avec des balancines à mi-envergure, rétractables dans les nacelles moteurs. L'avion espion Lockheed U2 utilise une formule similaire mais les roues sont remplacées par des patins verticaux jouant en même temps le rôle de plaque d'extrémité aérodynamique (ou « Fence »)  .